# سالواتوره لانگو
سالواتوره لانگو (انگلیسی: Salvatore Longo؛ زادهٔ ۱۹ مهٔ ۲۰۰۰) بازیکن فوتبال است.